# یونکوواتس (لازارواتس)
یونکوواتس (به صربی: Junkovac) یک منطقهٔ مسکونی در صربستان است که در لازارواتس واقع شده‌است. یونکوواتس ۸۳۴ نفر جمعیت دارد و ۱۲۲ متر بالاتر از سطح دریا واقع شده‌است.